# أطربون عسكري ذو سلطات قنصلية
الأطربون العسكري ذو السلطات القنصلية أو الأطربون القنصلي (باللاتينية: tribuni militum consulari potestate) كان منصباً في روما القديمة، يشغله أطربون يُنتَخب لحيازة صلاحيات قنصلية. ظهر المنصب للمرَّة الأولى خلال عهد الجمهورية الرومانية، أثناء فترة اضطرابات كان يحتج فيها البليبيون (العامة) للحصول على حقوق مساوية للباتريكيان (النبلاء) في الدولة، وقد كان الهدف إرضاء مطالب العامة أثناء الاضطرابات. ظهر المنصب خلال فترات الاضطراب، بدءاً من سنة 448 ق.م، ثم بين سنتي 408 و394 ق.م، ومجدداً بين سنتي 391 و367 ق.م. كان يتفاوت عدد الأطربونات القنصليين خلال هذه الفترات من 2 إلى 6، ولأنهم كانوا يعتبرون زملاء للرَّقيبين المعيَّنين سنوياً، فقد كان يُطلَق عليهم معاً الأطربونات الثمانية.
حسب المؤرخ تيتوس ليفيوس، تم تأسيس منصب الأطربون العسكري ذو السلطات القنصلية (وهو منصب من رتبة حاكم روماني) خلال فترة الاضطرابات المدعوَّة «صراع الرتب» (Conflict of the Orders)، وقد تم إنشاؤه مع منصب آخر هو الرقيب، لتكون الغاية من كليهما السَّماح للبليبس (العامة) بالوصول إلى الوظائف الحكومية العالية في روما، دون الحاجة لإجراء تغييراتٍ على الشكل الذي اتخذه منصب القنصل آنذاك. بالتالي، كانت الغاية إيجاد منصب شبيه بمنصب القنصل، لكنه يختلف عنه بأن العامة يستطيعون الارتقاء إليه.
رغم ذلك، يعتقد العديد من الباحثين حالياً أن السبب الحقيقيّ وراء تأسيس هذا المنصب كان - ببساطةٍ - متابعة الحاجات الإدارية والعسكرية المتغيِّرة الناتجة عن اتساع رقعة الدولة الرومانية. ففي بداية عقد 440 ق.م، كان الأطربونات القنصليون جزءاً من إعادة هيكلة عامَّة للنظام العسكري في روما بغرض تحسين إدارة الجيش، وكان من ضمن إعادة الهيكلة هذه إنشاء مناصب أخرى، هي الرقيب (شخصٌ مسؤول عن مهمة إحصاء سكان الدولة، للتوثُّق من عدد الرجال القادرين على الخدمة في الجيش) والكويستور (مسؤول عن تأمين مرتَّبات الجيش وتكاليف تشغيله). عادةً ما كان يشار إلى أصحاب هذا المنصب المنتمين إلى طبقة الباتريكيان بـ«الأطربونات العسكريّين»، وكانوا مسؤولين بالأصل عن قيادة الجيوش إلى المعارك. وقد مضى وقتٌ طويل حتى منحوا صلاحيات القناصل وحازوا تسمية الأطربونات القنصليين، وذلك لتفريقهم عن ضباط في الفيالق الرومانية كانوا يلقَّبون باللقب ذاته «الأطربونات العسكريين».